# Betzenhausen
Betzenhausen ist ein aus den beiden Bezirken Alt-Betzenhausen im Westen und Betzenhausen-Bischofslinde im Osten gebildeter westlicher Stadtteil von Freiburg im Breisgau.
Nachbarstadtteile sind Mooswald im Norden, der Stühlinger im Osten, Weingarten im Süden und Lehen im Westen.

## Geschichte
Zum ersten Mal schriftlich erwähnt wurde Betzenhausen in einer Schenkungsurkunde von Otto I. an das Kloster Einsiedeln im Jahre 972. Das kleine Dorf gehörte ab 1381 für mehr als 400 Jahre zur Stadt Freiburg, bevor es 1807 eine selbständige Landgemeinde wurde.
Schon Ende des 19. Jahrhunderts wuchs in der Gemeinde auf Grund der schlechten wirtschaftlichen Lage der Wunsch, sich wieder der Stadt Freiburg anzuschließen. Allerdings hatte die Gemeinde eine Reihe von Wünschen an die Stadt, die sie zur Bedingung für die neuerliche Eingemeindung machte. Dazu gehörten unter anderem eine eigene Wasserleitung, ein eigenes Schulhaus, Ausbau von Straßen und eine Straßenbeleuchtung. Die Verhandlungen zogen sich bis 1907 hin, aber die Stadt erkannte schließlich in der großen Gemarkung (2,8 km²) eine Chance für die Stadtentwicklung nach Westen. Zum 1. Januar 1908 wurde der Ort eingemeindet.
Ab den 1970er Jahren entstand dann mit der Bebauung im Gebiet Bischofslinde ein zweiter Schwerpunkt des Stadtteils, mit der katholischen Kirche St. Albert und der Anne-Frank-Schule. Nördlich davon entstand die Studentensiedlung des Studentenwerks. Einen weiteren Schub erhielt der Stadtteil 1986 durch die Landesgartenschau Baden-Württemberg, wofür auf einem Gelände rund um den Flückigersee, einem ehemaligen Baggersee, der Seepark entstand und zu einem großzügigen Naherholungsgebiet wurde.
Im Jahr 2018 wurde das Neubaugebiet Tränkematten-Süd südlich der bestehenden Bebauung in Richtung B 31a fertiggestellt.

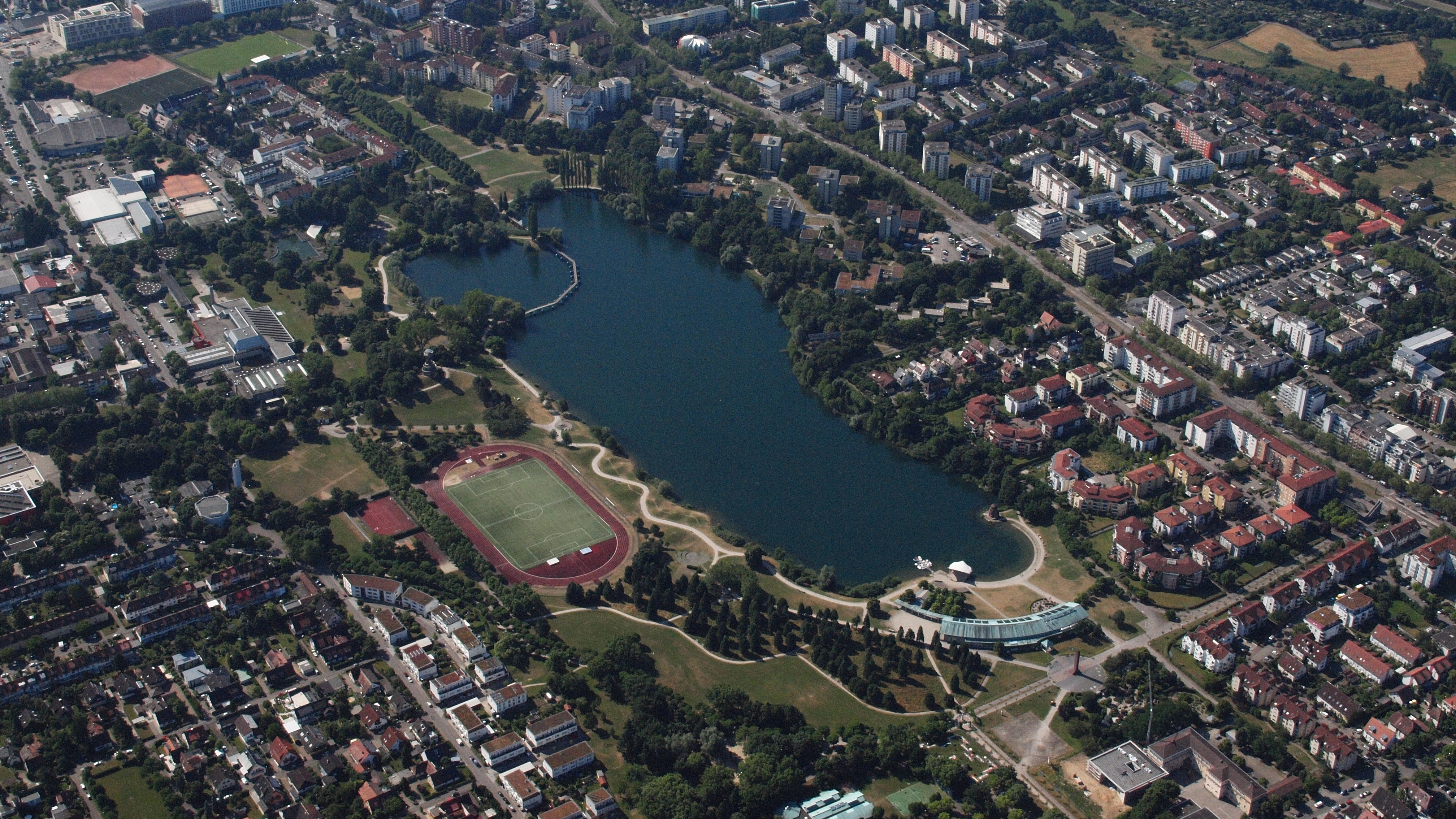
Seepark Betzenhausen, Flückigersee

## Infrastruktur
Am Südrand des Stadtteils befinden sich Kleingärten, im Nordwesten auf dem Gelände der Landesgartenschau von 1986 der Seepark um den Flückiger See, wo sich mit dem Westbad auch Freiburgs größtes Schwimmbad befindet. Im Stadtteil befinden sich zahlreiche Studentenwohnungen, unter anderem in der Studentensiedlung (StuSie) als größtem Wohnheim des Studentenwerks Freiburg.
Betzenhausen ist durch die zentral verlaufende Stadtbahnlinie 1 und die Linie 3 am Ostrand des Stadtteils an den öffentlichen Nahverkehr angebunden. Für die Zukunft ist mit der Umwandlung der Güterumgehungsbahn in eine S-Bahn die Errichtung eines Haltepunktes auf Höhe der Straßenbahnhaltestelle Runzmattenweg angedacht.
Für den Radverkehr ist Betzenhausen über den FR 4 mit dem Stühlinger und der Innenstadt verbunden, der FR 5 führt zusätzlich nach Weingarten und Rieselfeld. Der FR 1 verläuft südlich entlang der Dreisam, der FR 2 östlich entlang der Güterbahn. Im März 2023 wurde der Radweg an der Berliner Allee entlang des Weststadions verbreitert und vom Fußverkehr getrennt. Der Radweg soll längerfristig weiter entlang der Berliner Allee unter Umgehung der unfallträchtigen Unterführungen an der ehemaligen Oberpostdirektion über den FR 4 bis zum FR 5 verlängert werden. Weitere Radverbindungen verlaufen über die Fischer- sowie die Tränkematte und die Schrebergärten im Süden Betzenhausens.
Durch die Lage am Rande der westlichen Umgehungsstraße Freiburgs sowie des Autobahnzubringers Mitte ist Betzenhausen über zwei Schnellstraßen erreichbar.
Im Osten Betzenhausens, im Bezirk Bischofslinde, ist ab den 1980er Jahren ein Behördenzentrum entstanden, zu dem neben dem Polizeipräsidium Freiburg sowie dem Chemischen und Veterinäruntersuchungsamt auch der Neubau des Regierungspräsidiums Freiburg aus dem Jahr 2000 gehört.
Im Jahr 2021 wurde der Betzenhauser Torplatz umgebaut und dadurch die Ortsmitte Betzenhausens gestärkt. Die Holzskulpturen, die noch von der Landesgartenschau 1986 stammten, wurden abgebaut und der Platz dadurch zugänglicher gestaltet. Bereits zuvor war im Jahr 2016 die Sundgauallee im Bereich des Betzenhauser Torplatzes auf eine Fahrspur pro Richtung reduziert und Tempo 20 eingeführt worden, um die Querung der Sundgauallee für Fußgänger auch als Verbindung zum Seepark zu erleichtern.

## Vereine
Im Norden des Stadtteils trägt der EHC Freiburg seine Heimspiele in der Echte-Helden-Arena aus. Die Halle ist stark sanierungsbedürftig, weshalb auch ein Umzug an die Messe in eine neue Eishalle diskutiert wird. An Stelle der Echte-Helden-Arena könnte eine Wohnbebauung mit bis zu 600 Wohnungen entstehen.
Im Jahr 2004 fusionierten die Betzenhausener Vereine SV Eintracht Freiburg und Sportfreunde DJK Freiburg zu Sportfreunde Eintracht Freiburg. Der SV Eintracht erhielt unter Einbringung seiner Sportflächen Platz für seine zahlreichen Mannschaften. Das Vereinsgelände mit Hartplatz und Vereinsheim des SV Eintracht am Stockmattenweg wurde verkauft, um dadurch den Umbau des Weststadions finanzieren zu können. Nach Abriss der sanierungsbedürftigen Bestandsgebäude entstand eine Wohnbebauung um einen Park, der durch eine Unterführung unter der Sundgauallee mit dem Seepark und der Studentensiedlung verbunden ist.

## Bauwerke
Die Kirche St. Thomas wurde 1767/68 durch den Barockbaumeister Johann Baptist Häring erbaut und ist dem zweifelnden Apostel Thomas geweiht. Ein Storchennest auf dem Kirchturm wird regelmäßig von Störchen besiedelt.
An der Dreisam befindet sich die weithin sichtbare 40 Meter hohe Gaskugel, die von 1965 bis 2019 in Betrieb war. Seitdem laufen Pläne zur Nachnutzung des Industriedenkmals.

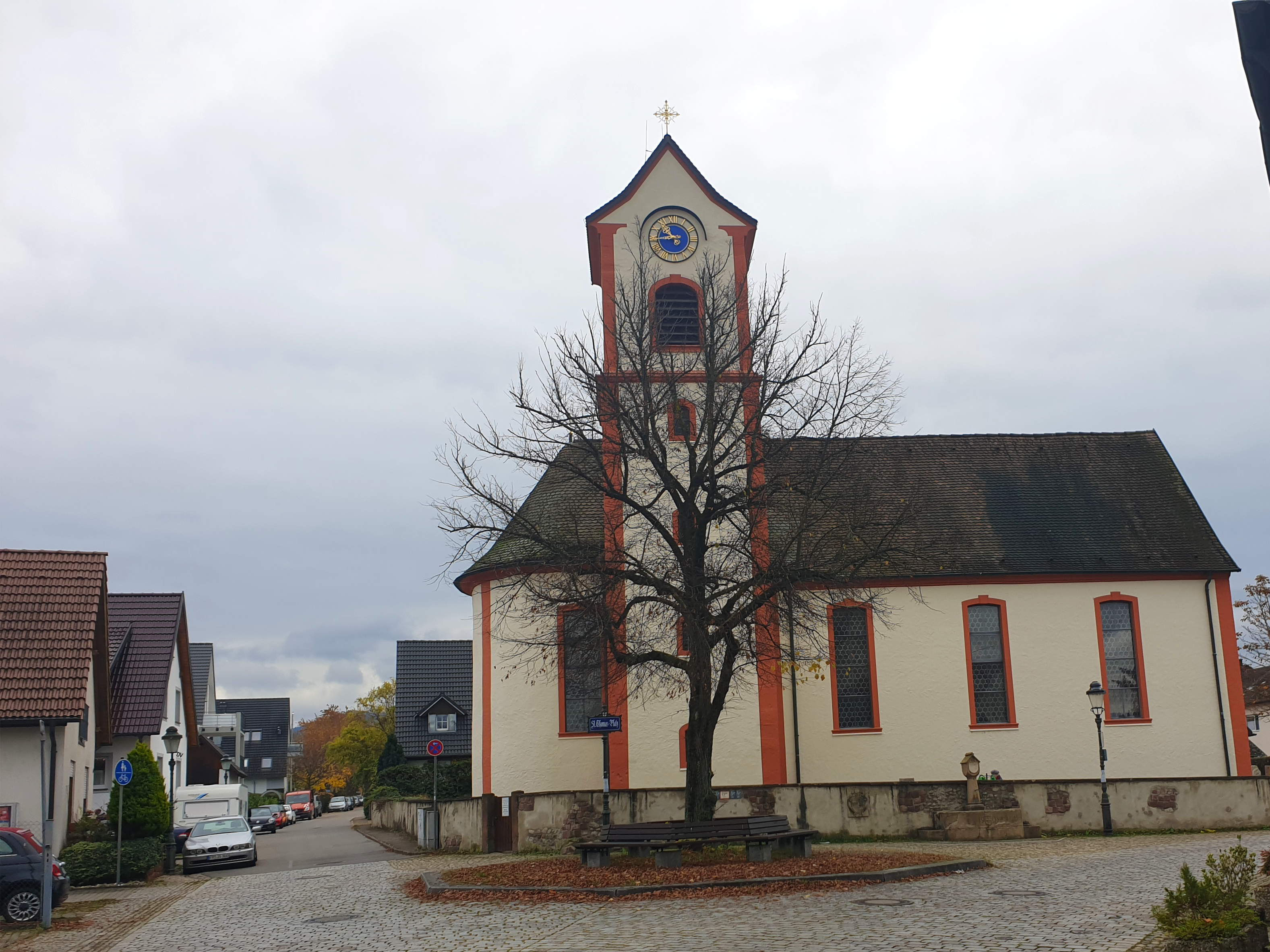
Kirche St. Thomas in Betzenhausen
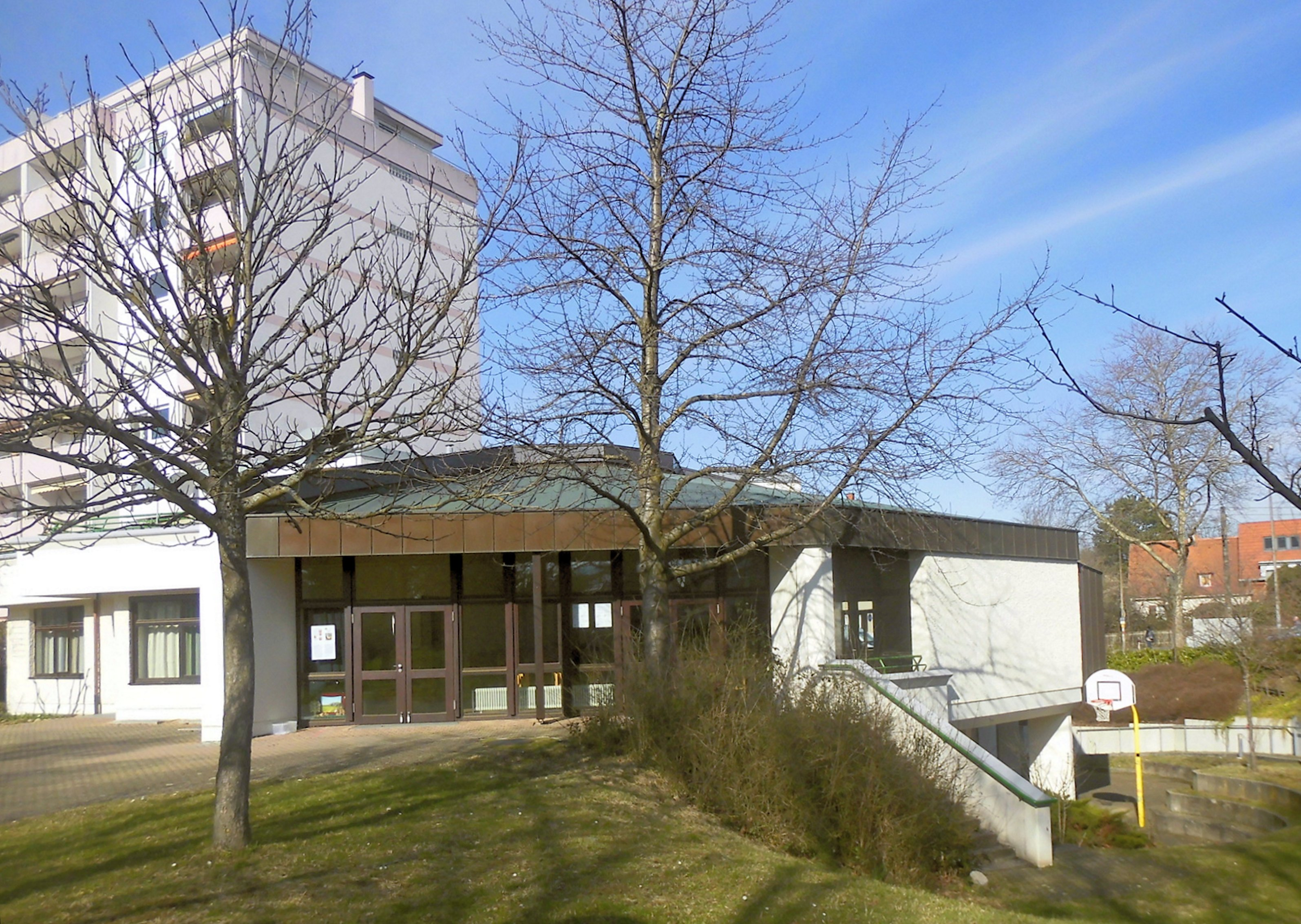
Matthäuskirche
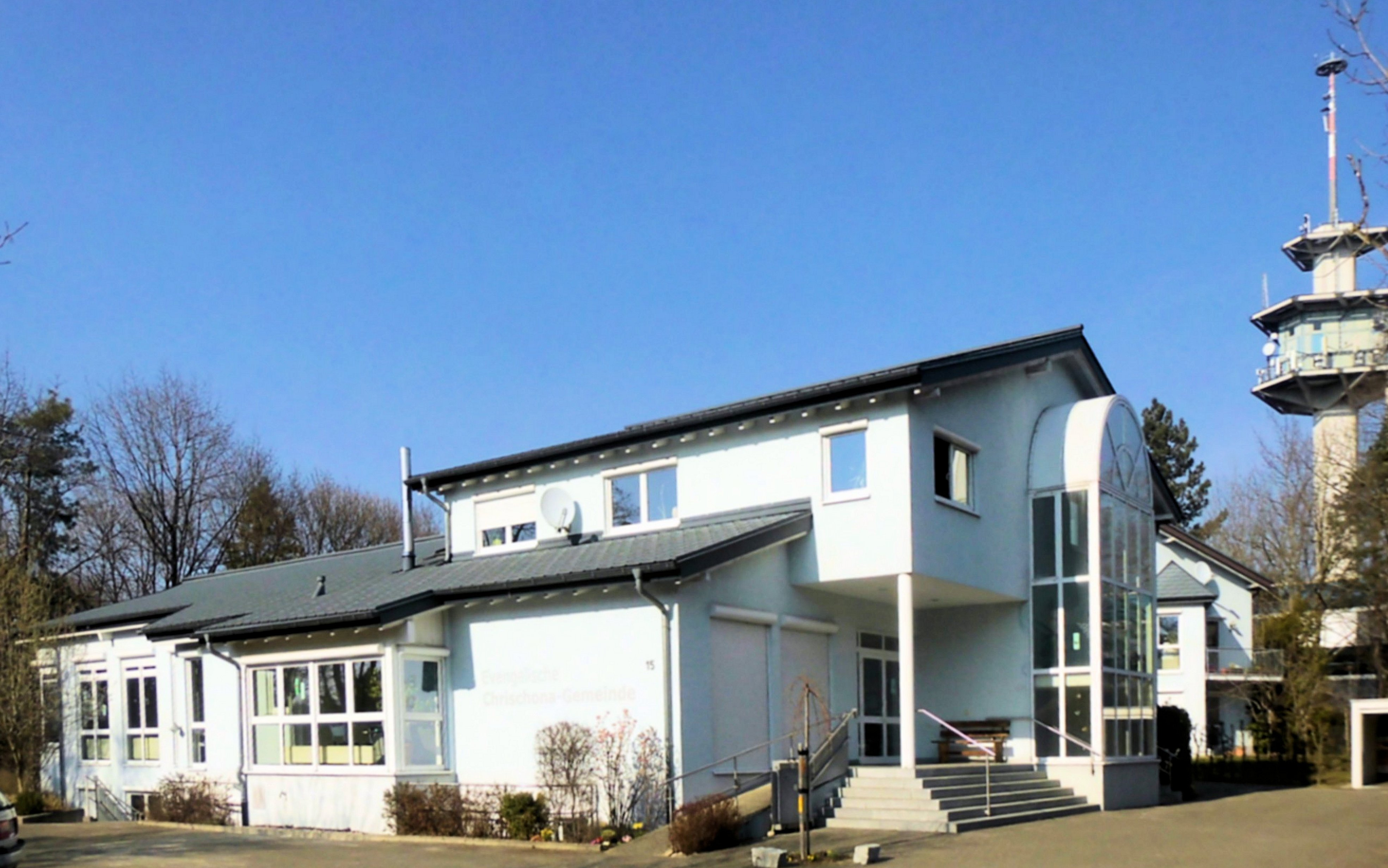
Evangelische Chrischona-Gemeinde
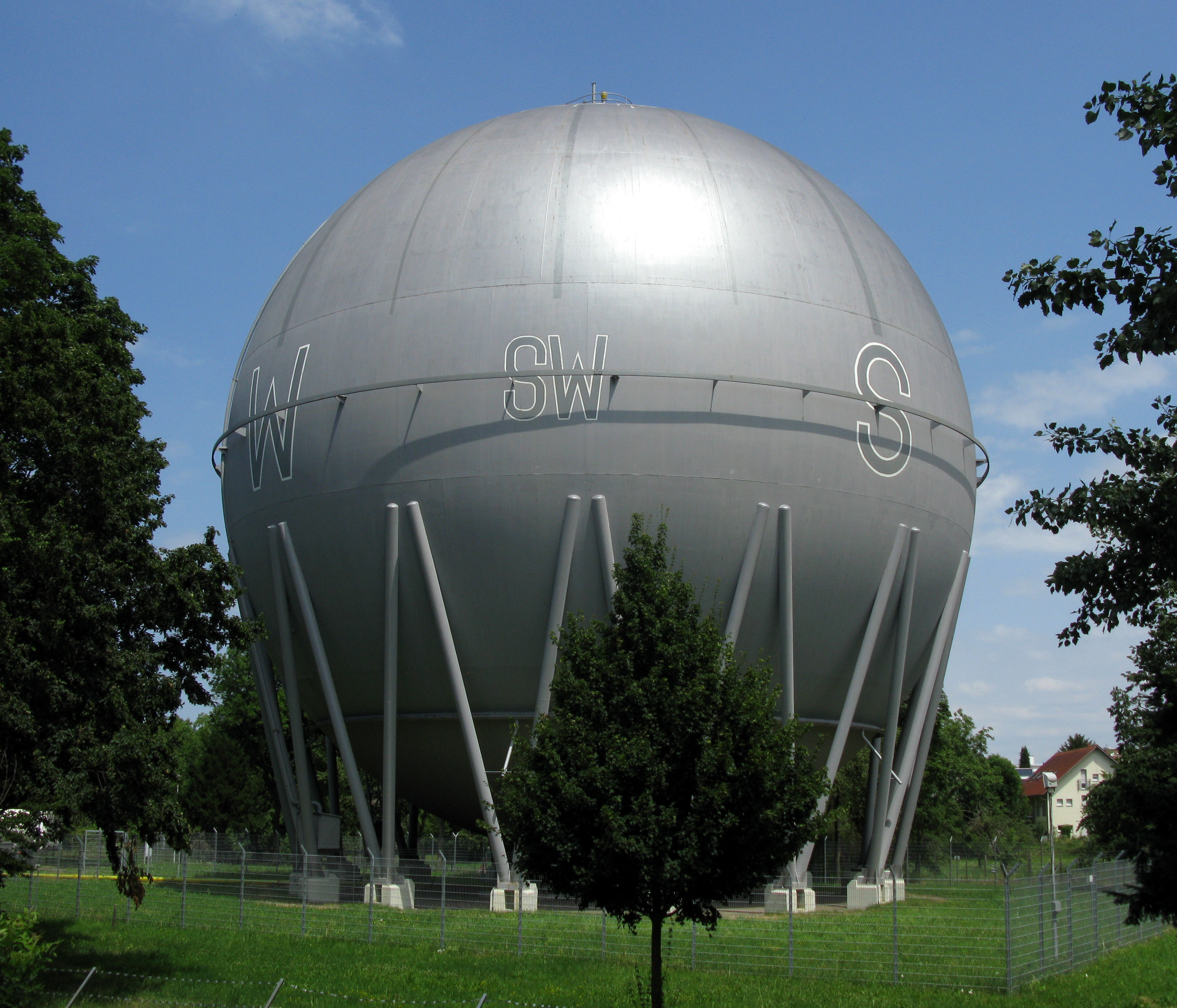
Gaskugel